# Bamse (chien)
Bamse (1937 – 22 juillet 1944) est un chien saint-bernard qui a été la mascotte de la marine militaire norvégienne libre durant la Seconde Guerre mondiale. Il a reçu à titre posthume la médaille d'or du PDSA pour sa « bravoure et dévouement », ayant sauvé la vie de deux marins norvégiens pendant la Seconde Guerre mondiale.

## Biographie
Avant la Seconde Guerre mondiale, Bamse a été amené à Oslo en Norvège par Erling Hafto, capitaine du baleinier HNoMS Thorodd. Le saint-bernard voyage sur les bateaux océaniques dès son plus jeune âge. La fille du capitaine, Vigdis, qui vit à Honningsvåg en Norvège, affirme que Bamse était un chien très doux et protecteur des enfants.
Quand la Seconde Guerre mondiale éclate, le navire Thorodd est réquisitionné pour faire partie de la Marine royale norvégienne, où il sert comme vaisseau de patrouille côtière stationné à Hammerfest. À la suite de l'invasion de la Norvège par les forces armées allemandes, le Thorodd se rend en Écosse, qu'il atteint le 30 juin 1940. Converti en dragueur de mines, il est retiré du service le 13 septembre 1944.

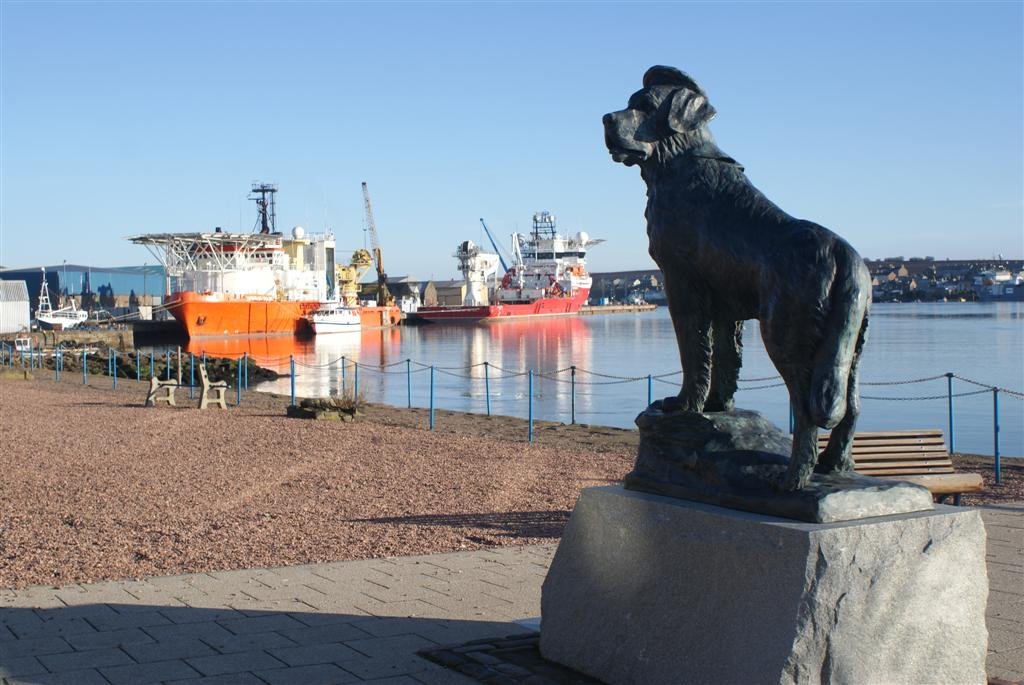
Statue de Bamse à Montrose en Écosse.

Le capitaine Erling Hafto est toujours accompagné de Bamse quand il navigue sur le Thorodd. En Écosse, lorsque le navire est au port, les marins refusent que le chien descende à terre. Pourtant, Bamse a compris qu'il peut emprunter l'autobus sans supervision humaine. Connaissant le bar favori des marins, le chien s'y rend lorsqu'ils sont en permission. S'ils ni s'y trouvent pas, Bamse retourne en autobus au port. Si des marins de son navire se bagarrent, le chien pose ses pattes sur les épaules des adversaires, ce qui calme les hommes. 
Deux marins du Thorodd doivent leur vie à Bamse. En permission à Dundee en Écosse, un marin se trouvant sur le port est menacé par un homme maniant un couteau. Le chien saute sur le manieur de couteau, qui tombe à l'eau. Une autre fois, Bamse saute à l'eau pour retrouver un marin qui est tombé du navire. Malgré l'étourdissement du marin, le chien le ramène sur la berge. C'est probablement à la suite de ces deux exploits que Bamse a été officiellement choisi comme mascotte de la Marine militaire norvégienne durant la Seconde Guerre mondiale. Durant le conflit, chaque marin militaire reçoit une carte de noël avec sa photo. Le jour de la fête nationale, le 17 mai, sa figure est centrale dans les festivités.
Bamse meurt le 22 juillet 1944 sur les docks de Montrose en Écosse. 
En octobre 2006, le prince Andrew d'York dévoile une statue de bronze de Bamse, plus grande que nature, installée à Montrose.
Sous l'égide du Montrose Bamse Project, paraît Sea Dog Bamse en août 2009, livre qui raconte la vie de Bamse et le contexte dans lequel il évolue.
Les médias ayant souligné la publication du livre, le Musée de la marine royale norvégienne indique son intention d'installer une statue en bronze de Bamse sur son terrain. De plus, la maire de Nordkapp (une partie de Honningsvåg) et un gestionnaire de projet se rendent à Montrose en novembre 2008. Ils décident par la suite de lancer une campagne de financement pour faire installer une copie de la statue sur le port de Honningsvåg, qui est visité annuellement par 250 000 touristes. En décembre 2008, la ministre de la défense norvégienne, Anne-Grete Strøm-Erichsen, annonce que son ministère soutient le projet et va verser 70 000 NOK
En 2006, Bamse reçoit à titre posthume la médaille d'or du PDSA pour sa « bravoure et dévouement »,.
L’Annual Bamse Cup Regatta tenue par le Dartmouth Yacht Club est nommée en son honneur.

### Citations originales
1. ↑  (en) « gallantry and devotion »